# Marie Luisa Alžběta Orleánská
Marie Luisa Alžběta Orleánská (francouzsky Marie-Louise-Élisabeth d'Orléans) (20. srpna 1695, Versailles – 21. července 1719, Paříž) byla nejstarší dcera Filipa II. Orleánského, jež proslula svým nevázaným životem.

## Biografie

### Původ
Marie Luisa Alžběta se narodila jako druhá ze sedmi dcer orleánského vévody Filipa II. a jeho manželky Františky Marie Bourbonské, legitimizované dcery francouzského krále Ludvíka XIV. a jeho oficiální milenky Madame de Montespan. Zůstala však dcerou nejstarší, neboť její starší sestřička zemřela jako nemluvně. Kromě šesti mladších sester měla i jediného bratra Ludvíka, pokračovatele hlavní rodové linie Bourbon-Orléans.
Princeznin otec Filip II. Orleánský byl synem vévody Filipa I. Orleánského, mladšího bratra krále Ludvíka XIV., a jeho druhé manželky Alžběty Šarloty Falcké; jako takový byl Ludvíkovým synovcem. Manželství jeho rodičů – homosexuálního, zženštilého a rozhazovačného bratra Krále Slunce a zemité německé princezny – bylo mimořádně nestandardní. Filip se obklopoval svými mužskými favority a svou ženu vyhledával jen aby splnil své dynastické povinnosti; přesto však mezi nimi panovalo přátelství. Do dvorského života Filip I. uvedl svého syna velmi záhy; z mladíka se stal šarmantní muž a svůdník, jenž se rád obklopoval krásnými ženami a trávil noci často mimo domov. Již velmi brzy projevil politický talent, inteligenci a důvtip pro politické obchody a intriky. Ludvík XIV. využíval tohoto talentu svého synovce jen málo a sledoval jeho kritické soudy s nedůvěrou a žárlivostí.
Roku 1692 se Král Slunce přes odpor svého bratra rozhodl, že svou teprve patnáctiletou nemanželskou dceru Františku Marii Bourbonskou provdá za tohoto jejího sedmnáctiletého bratrance Filipa Orleánského. Vystrojil jí nádhernou nákladnou svatbu a obdaroval mladé novomanžele šperky a rozsáhlými majetky.
Manželé byli velmi rozdílní a Filip II. se velmi záhy vrátil ke svému dřívějšímu způsobu života. Přesto však přivedla vévodkyně Františka Marie v letech 1693 – 1716 na svět sedm dcer a jednoho syna, pozdějšího vévodu Ludvíka I. Orleánského. Nejstarší z dětí byla právě Marie Luisa Alžběta.

### Dětství
Dívka se stala velmi rychle otcovým miláčkem. Tento jinak chladný vévoda a manžel bez lásky se v přítomnosti své dcery měnil v láskyplného otce, který v nemoci dlouhé hodiny o dceru pečoval a bavil ji. Tento hluboký vztah mezi otcem a dcerou sílil s rostoucím věkem děvčete. Zatímco od svého otce byla láskou přímo zahrnována, její matka ji ignorovala. Vévodkyně Františka Marie se výchovou svých dětí nezabývala, takže z nich – především z dívek – vyrostly naprosto nedisciplinované osoby. Když si král Ludvík XIV. stěžoval své dceři na skandální chování vnuččino, odsekla mu: "Neznám ji (Marii Luisu Alžbětu) o nic lépe než vy, Veličenstvo, vždyť jsem se výchovy svých dětí neúčastnila."

### Mládí a život na dvoře
Jako vnučka králova byla Marie Luisa Alžběta ve věku čtrnácti let uvedena svým dědem k versailleskému dvoru a získala svůj vlastní dvůr. Záhy se natolik zapojila do různých milostných eskapád, že jí její chování vyneslo přezdívku „Messalina Francie“.

### Manželství
Výsledkem úsilí její matky bylo, že se 6. července roku 1710 provdala za svého bratrance Karla, vévodu de Berry, třetího syna Ludvíka Francouzského (Velkého Dauphina) a jeho manželky Marie Anny Bavorské, tedy rovněž vnuka Krále Slunce. Manželství nebylo šťastné. Rok po svatbě byla teprve patnáctiletá Marie Luisa Alžběta poprvé těhotná. Těhotenství jí působilo bolesti a nevolnost, takže mladá vévodkyně nechtěla opustit lože. Vévoda Filip II. Orleánský trávil hodiny u její postele a v této době se rozmnožily zvěsti, že jeho náklonnost k ní není pouze otcovské povahy. V těhotenství onemocněla neštovicemi, jež přežila, onemocnění však bylo zřejmě důvodem, že nemohla donosit životaschopné dítě. Při jedné z cest do Fontainebleau Marie Luisa Alžběta potratila neživotaschopnou dceru. Další těhotenství skončilo v roce 1713 předčasným porodem; chlapec narozený v sedmém měsíci žil pouhé tři týdny.
V listopadu roku 1713 vešlo ve veřejnou známost, že vévoda z Berry si učinil milenku z jedné z manželčiných dvorních dam, zatímco Marie Luisa Alžběta měla jako milence pána z Haagu (dnes se o něm téměř nic neví). Když se to dověděl její manžel, pohrozil jí, že ji pošle do kláštera, a nakonec ji veřejně ztloukl.

### Veselá vdova z Versailles („Messalina regentství“)

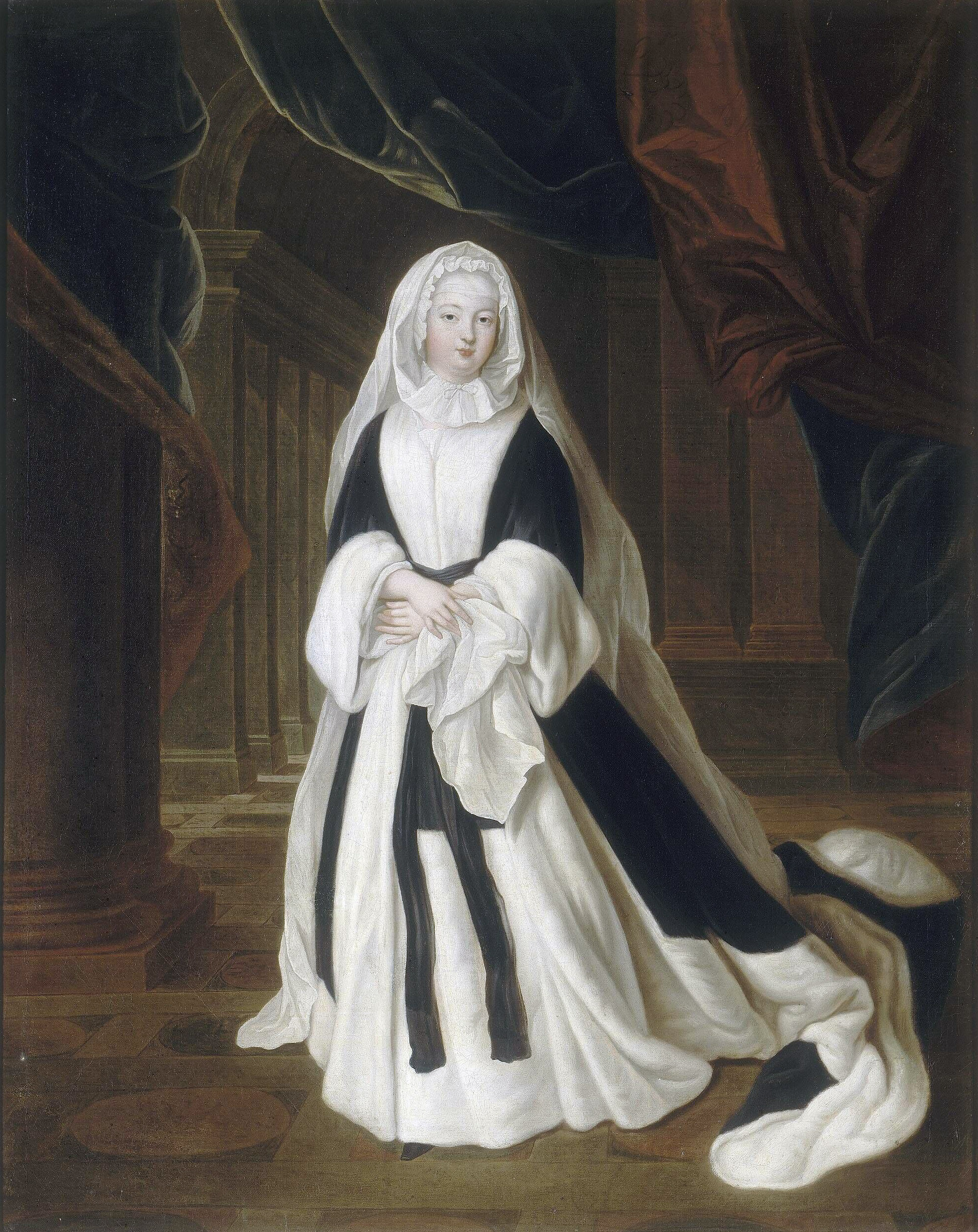
Marie Luisa Alžběta Orleánská, ovdovělá vévodkyně z Berry, 1714 (Louis de Silvestre)

4. května roku 1714 vévoda Karel z Berry na následky nehody při lovu zemřel. Měsíc nato jeho žena opět potratila. Následujícího roku zemřel i král Ludvík XIV. a otec Marie Luisy Alžběty Filip II. Orleánský se stal regentem neplnoletého (teprve pětiletého) krále Ludvíka XV. Orleánští se stali nejvlivnější rodinou u dvora.
V té době – nepochybně i v důsledku těchto změn – ztratila vévodkyně z Berry všechny zábrany, střídala milence a trávila většinu času na lovu, na skandálních slavnostech a v herních salonech. Přestěhovala se do Palais du Luxembourg, kde měla vlastní dvůr se svými dvorními dámami a oddílem gardy. Princezna královské krve, mladá vdova, byla krásná, inteligentní, bohatá a mocná a především nesmírně na sebe pyšná. Při řadě příležitostí zaujímala postavení královny. Měla velkou zálibu v organizování oslav, jež se konaly v její rezidenci. Slavností, jež se zhusta zvrhly v orgie, se nezřídka účastnil i její otec, pokud je přímo sám neorganizoval, a užíval si stejně jako Marie Luisa Alžběta s nahými tanečníky a tanečnicemi. Život mladé ženy se změnil ve skandální tragikomedii.
Především po smrti svého manžela se vévodkyně z Berry oddala všemožným excesům. Její nenasytný sexuální apetit ji hnal do nesčetných milostných avantýr. Byla nenasytná i stran jídla a alkoholu i dalších naturálních požitků; její kumpáni ji nazývali „nadívaná princezna“ (princesse Joufflotte). Své kypré tvary skrývala v širokých sukních a krinolínách s volány, jež byly v módě a pomáhaly jí udržet zdání krásy, stejně jako skrývat její stav, když v důsledku svých milostných eskapád otěhotněla. Ještě za smutku po smrti Ludvíka XIV. smyslná princezna odložila smuteční dvorský oděv a účastnila se v noci 4. ledna 1716 plesu v Opeře, maskovaná a zářící krásou v nápadných šatech se širokými sukněmi. Tři týdny nato se zavřela ve svém paláci s výmluvou na silné nachlazení s tím, že nechce nikoho vidět; porodila dceru, která však po třech dnech zemřela.
21. května roku 1717 Madame de Berry přijala v Lucemburském paláci ruského cara Petra Velikého na polooficiální návštěvě. Přes svou krásu vypadala princezna „tlustá jako věž“ – v posledních měsících velmi ztloustla, takže se musela vzdát své lovecké záliby a prodat své jezdecké koně.
Vévodkynin dlouhý pobyt na zámku v la Muette na jaře tohoto roku dal vzniknout řadě skandálních pověstí. Šuškalo se, že je již řadu měsíců opět těhotná. Voltaire byl uvězněn kvůli svým urážlivým poznámkám, jež před policejním informátorem pronesl na adresu regentovy dcery, totiž že „tato Messalina“ zůstává v la Muette, aby zde tajně porodila. Do začátku července neopustila vévodkyně tuto rezidenci ani se neobjevila ve společnosti, tak nespokojena se svou tloušťkou, že se obávala o své zdraví. Byla v kritickém stavu posledních pár týdnů, než přišla doba porodu, ale po něm se rychle zotavila a vrátila se ke svému předchozímu stylu života plného radovánek.
Třebaže se vévodkyně snažila utajit svá opakovaná nechtěná těhotenství, vždy informace o nich vešly ve veřejnou známost a staly se inspirací ke vzniku satirických písní s velmi pikantními texty o neřestných vztazích „Lucemburské Venuše“. Např. v jedné potupné písni z Vánoc roku 1717 se zpívá o tom, jak se celý dvůr v čele s regentem obrací k Betlému, aby uctil narození Páně. S družinou přichází také regentova povýšená dcera, vystavující na odiv své obrovské těhotné břicho. Pokleknuvši před Bohem, „plodná Berry“ se stydí za své břicho a vylekaná náhlými příznaky, že by mohl každým okamžikem začít porod, lituje mladá vdova svého tolik chlípného počínání a slibuje Bohu, že se vzdá své prostopášnosti: chce jen Riona, občas svého otce, a gardisty svého paláce.
S přibývajícími lety byla Marie Luisa Alžběta stále podobnější své matce. Byla extrémně líná a dokázala po celé dny neopustit postel, pořádajíc při tom spoustu jídla, jež jí do postele nosili. Ve dvaceti letech trpěla mladá žena nadváhou a poruchami zažívání. Často vyzvracela jídlo, které předtím zhltala, načež začala opět jíst. Trpěla patrně poruchou příjmu potravy, bulimií, při níž se střídají dlouhé půsty s přejídáním. Ženy, které touto poruchou trpí, jsou velmi vznětlivé a temperamentní a kolísají mezi pocity nadměrné radosti a hlubokými depresemi.

### Poslední skandál a smrt
Vévodkyně z Berry zemřela na zámku v La Muette nedaleko Paříže 21. července roku 1719, ve věku necelých 23 let. Její zdraví bylo zcela podlomeno v důsledku tajného porodu, ke kterému došlo v Lucemburském paláci několik měsíců předtím, koncem března téhož roku. V únoru roku 1719 se nevázaná princezna opět účastnila i přes své pokročilé těhotenství maškarního plesu až do čtyř do rána. O měsíc později se ocitla na dosah smrti při těžkém dlouhotrvajícím porodu provázeném horečkami a porodila mrtvou dceru. Kněz z farnosti Saint-Sulpice odmítl dát jí poslední pomazání. Otcem dítěte byl podle všeho jeden z jejích milenců, hrabě de Rion, podporučík její gardy, jenž – třebaže přivedl princeznu do jiného stavu – udržoval téměř veřejný milostný vztah s její oblíbenou dvorní dámou, Madame de Mouchy. 
Při pitvě, provedené po její smrti o necelých pět měsíců později, bylo zjištěno, že byla opět těhotná; k početí muselo dojít zhruba měsíc po porodu.

### Potomci
Se svým manželem Karlem, vévodou de Berry, resp. za dobu trvání svého manželství, měla Marie Luisa Alžběta tři děti, z nichž však ani jedno nepřežilo měsíc věku. Jako „vnoučata Francie“ musely mít příjmení, protože však vévoda de Berry byl podle všeho otcem pouze podle jména, jejich příjmení nebylo „de Berry“, ale „de Alençon“ podle jeho hlavního vévodství.
- dcera (21. července 1711 – 23. července 1711)
- Karel (26. března 1713 – 16. dubna 1713), vévoda Alençon
- Marie Luisa Alžběta (16. června 1714 – 17. června 1714)

Vědělo se, že princezna měla za manželova života řadu milenců, jeho otcovstí těchto dětí je tedy diskutabilní. Když se stala vdovou a proslula svým prostopášným životem, otěhotněla "plodná Berry" několikrát opět a tajně porodila další tři děti, u nichž otec nebyl znám nebo byl nejistý:
- dcera, 27. nebo 28. ledna 1716, Lucemburský palác. Dítě neznámého otce žilo pouhé tři dny.
- dítě (pravděpodobně dcera), červenec 1717; aby skryla své pokročilé těhotenství, stáhla se vévodkyně do ústraní zámku v la Muette. Předpokládaný otec, Sicaire Antonin Armand Auguste Nicolas d'Aydie, rytíř de Rion, se stal jejím milencem na přelomu let 1716/17.
- dcera, 2. dubna 1719, Lucemburský palác, narodila se mrtvá. Přes zdraví podlomené tímto posledním těžkým porodem otěhotněla princezna měsíc poté znovu, jak prokázala pitva provedená po její smrti.

## Vývod z předků
|                               |                            |  |                          |                                    |  |  |  |  |  |  |  | Jindřich IV. Francouzský |
|                               |                            |  |                          |                                    |  |  |  |  |  |  |  |                          |
|                               | Ludvík XIII.               |  |                          |                                    |  |  |  |  |  |  |  |                          |
|                               |                            |  |                          |                                    |  |  |  |  |  |  |  |                          |
|                               |                            |  |                          | Marie Medicejská                   |  |  |  |  |  |  |  |                          |
|                               |                            |  |                          |                                    |  |  |  |  |  |  |  |                          |
|                               | Filip I. Orleánský         |  |                          |                                    |  |  |  |  |  |  |  |                          |
|                               |                            |  |                          |                                    |  |  |  |  |  |  |  |                          |
|                               |                            |  |                          | Filip III. Španělský               |  |  |  |  |  |  |  |                          |
|                               |                            |  |                          |                                    |  |  |  |  |  |  |  |                          |
|                               | Anna Rakouská              |  |                          |                                    |  |  |  |  |  |  |  |                          |
|                               |                            |  |                          |                                    |  |  |  |  |  |  |  |                          |
|                               |                            |  |                          | Markéta Habsburská                 |  |  |  |  |  |  |  |                          |
|                               |                            |  |                          |                                    |  |  |  |  |  |  |  |                          |
|                               | Filip II. Orleánský        |  |                          |                                    |  |  |  |  |  |  |  |                          |
|                               |                            |  |                          |                                    |  |  |  |  |  |  |  |                          |
|                               |                            |  |                          | Fridrich Falcký                    |  |  |  |  |  |  |  |                          |
|                               |                            |  |                          |                                    |  |  |  |  |  |  |  |                          |
|                               | Karel I. Ludvík Falcký     |  |                          |                                    |  |  |  |  |  |  |  |                          |
|                               |                            |  |                          |                                    |  |  |  |  |  |  |  |                          |
|                               |                            |  |                          | Alžběta Stuartovna                 |  |  |  |  |  |  |  |                          |
|                               |                            |  |                          |                                    |  |  |  |  |  |  |  |                          |
|                               | Alžběta Šarlota Falcká     |  |                          |                                    |  |  |  |  |  |  |  |                          |
|                               |                            |  |                          |                                    |  |  |  |  |  |  |  |                          |
|                               |                            |  |                          | Vilém V. Hesensko-Kasselský        |  |  |  |  |  |  |  |                          |
|                               |                            |  |                          |                                    |  |  |  |  |  |  |  |                          |
|                               | Šarlota Hesensko-Kasselská |  |                          |                                    |  |  |  |  |  |  |  |                          |
|                               |                            |  |                          |                                    |  |  |  |  |  |  |  |                          |
|                               |                            |  |                          | Amálie Alžběta z Hanau-Münzenbergu |  |  |  |  |  |  |  |                          |
|                               |                            |  |                          |                                    |  |  |  |  |  |  |  |                          |
| Marie Luisa Alžběta Orleánská |                            |  |                          |                                    |  |  |  |  |  |  |  |                          |
|                               |                            |  |                          |                                    |  |  |  |  |  |  |  |                          |
|                               |                            |  | Jindřich IV. Francouzský |                                    |  |  |  |  |  |  |  |                          |
|                               |                            |  |                          |                                    |  |  |  |  |  |  |  |                          |
|                               | Ludvík XIII.               |  |                          |                                    |  |  |  |  |  |  |  |                          |
|                               |                            |  |                          |                                    |  |  |  |  |  |  |  |                          |
|                               |                            |  |                          | Marie Medicejská                   |  |  |  |  |  |  |  |                          |
|                               |                            |  |                          |                                    |  |  |  |  |  |  |  |                          |
|                               | Ludvík XIV.                |  |                          |                                    |  |  |  |  |  |  |  |                          |
|                               |                            |  |                          |                                    |  |  |  |  |  |  |  |                          |
|                               |                            |  |                          | Filip III. Španělský               |  |  |  |  |  |  |  |                          |
|                               |                            |  |                          |                                    |  |  |  |  |  |  |  |                          |
|                               | Anna Rakouská              |  |                          |                                    |  |  |  |  |  |  |  |                          |
|                               |                            |  |                          |                                    |  |  |  |  |  |  |  |                          |
|                               |                            |  |                          | Markéta Habsburská                 |  |  |  |  |  |  |  |                          |
|                               |                            |  |                          |                                    |  |  |  |  |  |  |  |                          |
|                               | Františka Marie Bourbonská |  |                          |                                    |  |  |  |  |  |  |  |                          |
|                               |                            |  |                          |                                    |  |  |  |  |  |  |  |                          |
|                               |                            |  |                          | Gaspard de Rochechouart            |  |  |  |  |  |  |  |                          |
|                               |                            |  |                          |                                    |  |  |  |  |  |  |  |                          |
|                               | Gabriel de Rochechouart    |  |                          |                                    |  |  |  |  |  |  |  |                          |
|                               |                            |  |                          |                                    |  |  |  |  |  |  |  |                          |
|                               |                            |  |                          | Louise de Maure                    |  |  |  |  |  |  |  |                          |
|                               |                            |  |                          |                                    |  |  |  |  |  |  |  |                          |
|                               | Madame de Montespan        |  |                          |                                    |  |  |  |  |  |  |  |                          |
|                               |                            |  |                          |                                    |  |  |  |  |  |  |  |                          |
|                               |                            |  |                          | Jean de Grandseigne                |  |  |  |  |  |  |  |                          |
|                               |                            |  |                          |                                    |  |  |  |  |  |  |  |                          |
|                               | Diane de Grandseigne       |  |                          |                                    |  |  |  |  |  |  |  |                          |
|                               |                            |  |                          |                                    |  |  |  |  |  |  |  |                          |
|                               |                            |  |                          | Kateřina de La Béraudière          |  |  |  |  |  |  |  |                          |
|                               |                            |  |                          |                                    |  |  |  |  |  |  |  |                          |